# Óscar Pino
Óscar Pino Hinds (26 ottobre 1993) è un lottatore cubano, specializzato nella lotta greco-romana e libera.

## Palmarès
- Mondiali

Parigi 2017: bronzo nella lotta greco-romana 130 kg.
Budapest 2018: bronzo nella lotta greco-romana 130 kg.
Nur-Sultan 2019: argento nella lotta greco-romana 130 kg.
- Giochi panamericani

Lima 2019: argento nella lotta libera 125 kg.
- Campionati panamericani

Frisco 2016: oro nella lotta greco-romana 130 kg.
Lauro de Freitas 2017: oro nella lotta greco-romana 130 kg.
Lima 2018: oro nella lotta greco-romana 130 kg.
Buenos Aires 2019: bronzo nella lotta libera 125 kg.
Ottawa 2020: bronzo nella lotta libera 125 kg.
Acapulco 2022: oro nella lotta greco-romana 130 kg.